# Charles-Étienne-François Ruty
Pour les articles homonymes, voir Ruty.
Charles-Étienne-François, comte Ruty, né le 4 novembre 1774 à Besançon (Doubs) et mort le 24 avril 1828 à Paris, est un général et homme politique français.

## Biographie
Charles Ruty est le fils de Denis François Ruty, procureur au Parlement de Besançon, et de Marguerite Guyot. Lorsqu'il eut terminé ses études, il entre à l’école d’artillerie de Châlons et en sort avec le grade de sous-lieutenant le 6 octobre 1793. Admis comme lieutenant en second dans le 2e régiment d’artillerie à l’armée du Nord, Ruty est blessé à Comines le 13 septembre 1793, d’un éclat d’obus à la jambe, dans un combat qu’il soutient pendant plusieurs heures contre une batterie de l’ennemi. Il passe ensuite à l’armée de Rhin-et-Moselle, où il obtient le grade de capitaine le 22 février 1794.
Au siège de Kehl d'octobre 1796 au 10 janvier 1797, dans une attaque de vive force faite par les Autrichiens contre un ouvrage avancé du camp retranché, il tient avec quelques canonniers de sa compagnie dans le saillant de cet ouvrage, est atteint d’une balle qui lui traverse la mâchoire, et terrassé par la violence du coup, il ne doit la vie qu’à la bravoure d’un de ses sergents, qui l’emporte sur ses épaules et reçoit un brevet d’honneur pour cette action. Ruty suit le général Napoléon Bonaparte en Égypte, et partage la gloire de ses compagnons d’armes. Nommé le 21 juillet 1798 chef de bataillon d’artillerie par le général en chef à la journée des Pyramides, il commande l’artillerie de l’armée à Aboukir le 25 juillet 1799, et reçoit un sabre d’honneur pour sa conduite distinguée dans le combat du 1er novembre 1799, contre les Turcs, débarqués près de l’embouchure du Nil par la branche de Damiette.
Devenu chef de brigade commandant le 4e régiment d’artillerie à pied le 5 décembre 1801, il est investi le 21 janvier 1802 des fonctions de directeur d’artillerie à Perpignan. En récompense de ses services, le chef de brigade Ruty obtient la décoration de chevalier de la Légion d'honneur le 11 décembre 1803, et celle d’officier de l’ordre le 14 juin 1804.
Le 7 septembre 1805 il reçoit l’ordre d’aller prendre la direction du parc d’artillerie du corps d’armée de Ney. Il commande aussi le 26 juillet 1806 celui du 6e corps de la grande armée, et est envoyé à Wesel le 26 octobre 1806. Un mois après son arrivée à cette destination, il rend compte au ministre de la guerre de toutes les dispositions qu’il a prises pour l’armement de cette place. Le ministre lui en témoigne toute sa satisfaction. Promu général de brigade le 8 janvier 1807, il obtient le commandement de l’École de Toulouse en 1808, et il reçoit la croix de commandeur de la Légion d'honneur le 14 mai 1809. Il commande l’artillerie du 7e corps d’armée en Espagne, dirige l’artillerie au siège de Ciudad Rodrigo du 26 avril au 10 juillet 1810, et contribue en grande partie, par ses habiles manœuvres, à la prise de cette ville. Il se signale aussi vers le même temps, aux combats de Santa Marta et de Villalba. Pendant cette même expédition d’Espagne, le général Ruty donne l’idée d’un nouveau genre d’obusiers que l’on emploie avec beaucoup de succès dans la guerre des montagnes, et qui a été désigné depuis sous le nom d’obusiers Ruty.
L’importance des services qu’il a rendus lui mérite le grade de général de division le 10 janvier 1813, le titre de 1er comte de Ruty et de l'Empire le 11 septembre 1813, (il était déjà baron de l'Empire depuis le 11 août 1808) et le fait appeler au commandement en chef de l’artillerie de la grande armée le 17 novembre suivant.

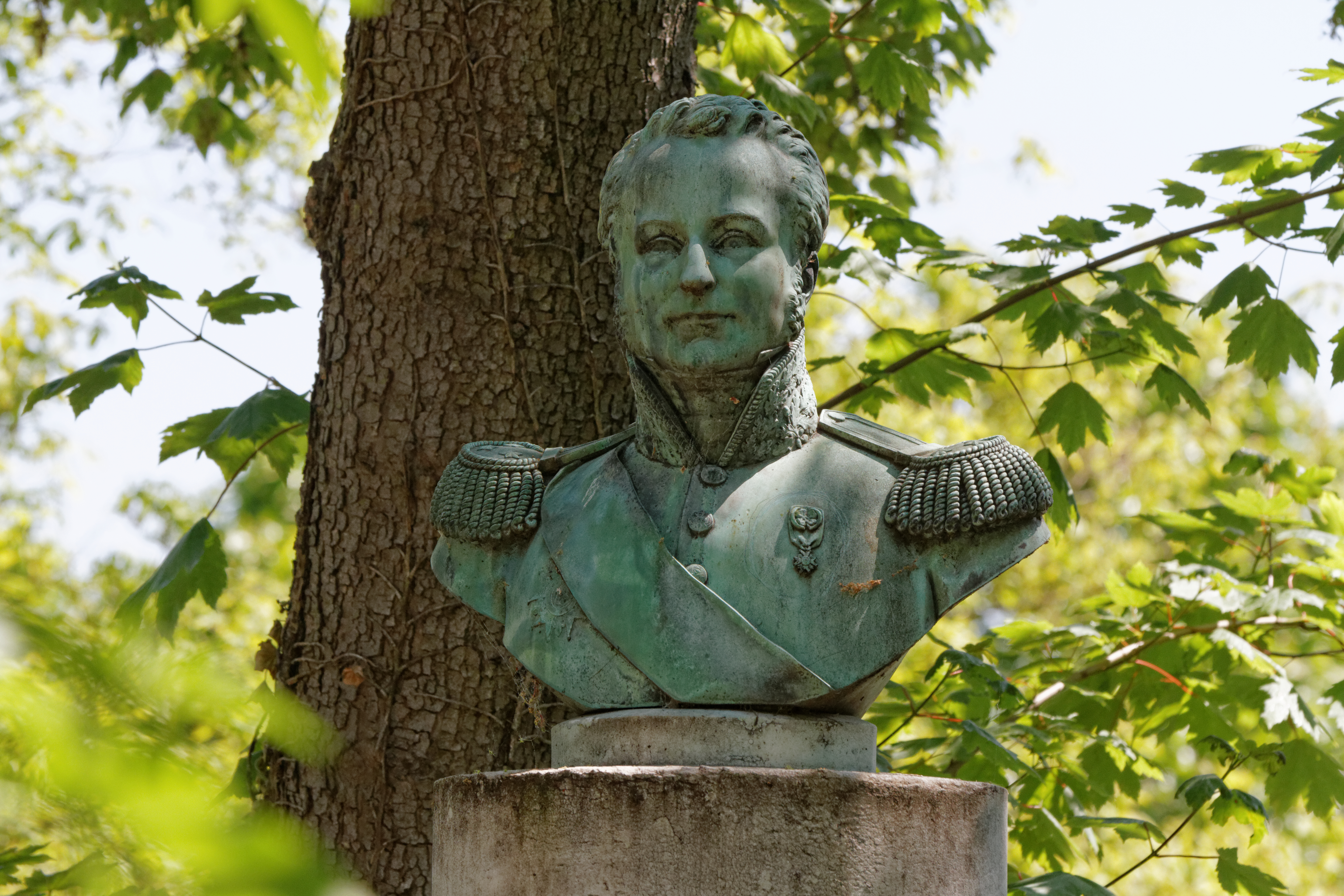
Tombe au cimetière du Père-Lachaise.

Au mois d’avril 1814, il adhère aux actes du Sénat conservateur, est créé chevalier de Saint-Louis, comte, puis grand officier de la Légion d'honneur le 5 août de la même année. Au retour de l’île d’Elbe, il fait sa soumission à l’Empereur, qui le prend avec lui à l’armée du Nord en tant que commandant de l'artillerie.
Au début de la Restauration de 1815, il est nommé inspecteur des 12e et 22e divisions militaires (dont la Vendée). Il est admis à la Chambre des pairs le 5 mars 1819.
Le général Ruty est mort le 24 avril 1828 à Paris. Il repose au  cimetière du Père-Lachaise (division 38).

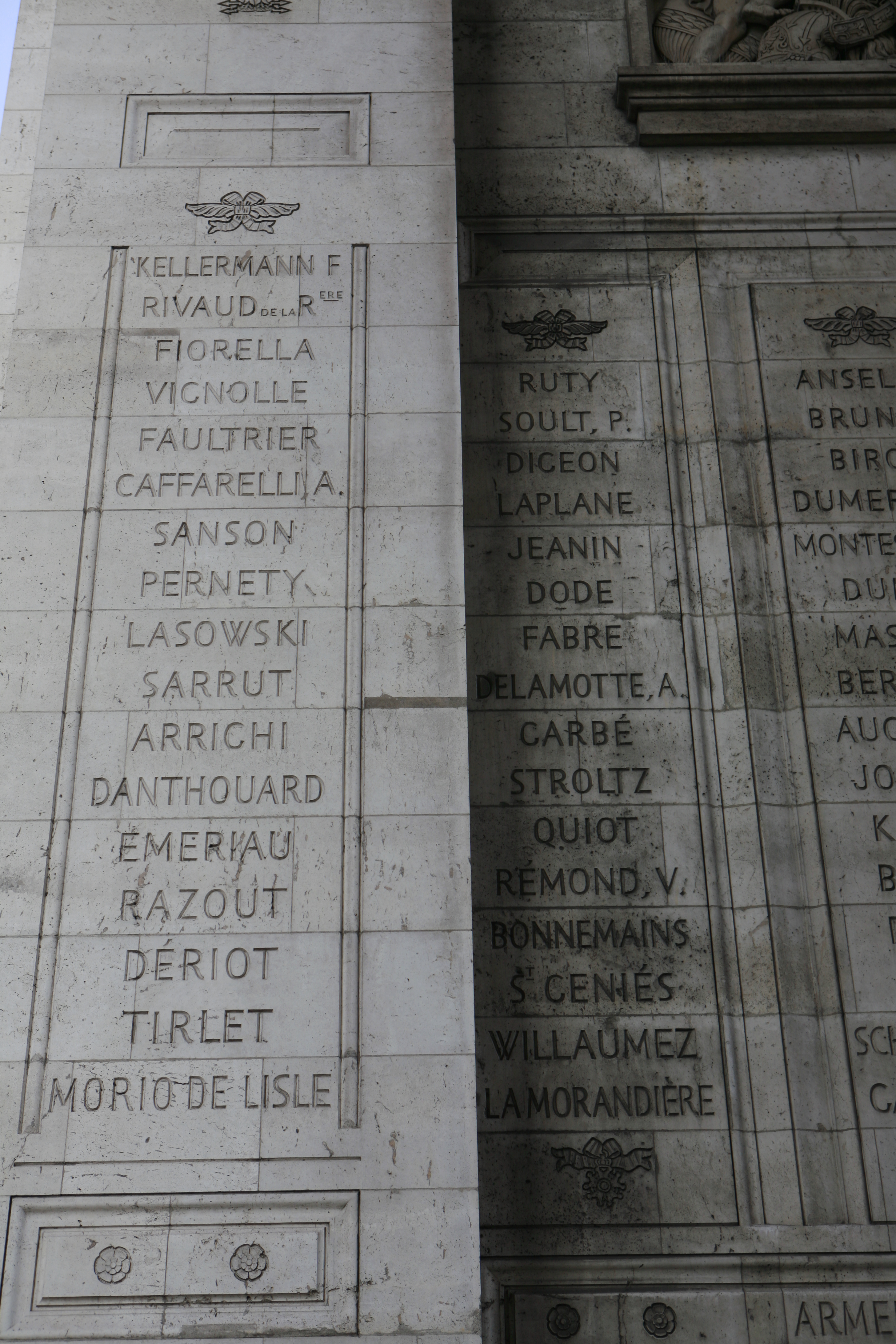
Noms gravés sous l'arc de triomphe de l'Étoile : pilier Sud, 21e et.

Marié à Lucile Lecocq, fille de Louis Joseph Lecocq, secrétaire au Conseil du roi, administrateur de la Compagnie des Indes, et de Marie Claude Darcq, ainsi que belle-sœur du général Compans, il est le père d'Anatole-Marie-Théodore Ruty.

## Hommages
- Son nom est inscrit sur l’arc de triomphe de l’Étoile, côté Sud, 21e et 22e colonnes.
- Le "Grand quartier d'artillerie" de sa ville natale de Besançon, situé au centre-ville, a été rebaptisé caserne Ruty.

## Armoiries
| Figure | Blasonnement |
|        | Armes du comte Ruty et de l'Empire, 1813 Écartelé : au I, du quartier des comtes militaires ; aux II et III, d'azur à un palmier sur une terrasse isolée d'or ; au IV, de gueules à une étoile d'or, surmontée d'un chef du même. |

## Sources
- Dossier de Légion d'honneur du général Ruty.
- « Charles-Étienne-François Ruty », dans Charles Mullié, Biographie des célébrités militaires des armées de terre et de mer de 1789 à 1850, 1852 [détail de l’édition] ;
- « Charles-Étienne-François Ruty », dans Adolphe Robert et Gaston Cougny, Dictionnaire des parlementaires français, Edgar Bourloton, 1889-1891 [détail de l’édition].
- Thierry Choffat, Jean-Marie Thiébaud, Gérard Tissot, Les Comtois de Napoléon - Cent destins au service de l'Empire, préface de S.A.R. le prince Joachim Murat, Yens-sur-Morges (Suisse), Cabedita, 2006.  (ISBN 2-88295-478-6)